# Futbol'nyj Klub Avtomobilist Leningrad
Il Futbol'nyj Klub Avtomobilist Leningrad (in lingua russa Футбольный клуб «Спартак» Ленинград), noto anche come Avtomobilist Leningrado e, nel periodo di maggior successo, come Spartak Leningrado, è stata una società calcistica sovietico di Leningrado.

## Storia
Fu fondato nel 1931 a Leningrado con il nome Promkooperacija (in russo "Cooperativa"); dal 1935 assunse il nome di Spartak. Partecipò al primo campionato sovietico, partendo dalla seconda serie: nel 1937 vinse il campionato approdando in massima serie. L'anno seguente finì ventesimo, scendendo immediatamente in seconda serie. Nel 1940 finì secondo e fece nuovamente ritorno in massima serie: il campionato 1941 fu interrotto dopo poche giornate a causa della seconda guerra mondiale, con lo Spartak classificato terzultimo.
Alla fine della guerra fu collocato in seconda serie: non ottenne più risultati di rilievo e al termine del 1949 non fece più parte dei campionati nazionali. Vi fece ritorno nel 1957, sempre partendo dalla seconda serie, col nome prima di Burevestnik, poi di LTI e infine nuovamente di Spartak; nel 1962, a causa della riforma dei campionati, nonostante il secondo posto nel proprio girone finì in terza serie. Nel 1965 cambiò nome in Avtomobilist e riuscì anche a vincere il proprio girone, ma non ottenne la promozione, venendo eliminato nei play-off.

## Statistiche e record

### Partecipazione ai campionati
| Livello | Categoria      | Partecipazioni | Debutto          | Ultima stagione | Totale |
| ------- | -------------- | -------------- | ---------------- | --------------- | ------ |
| 1º      | Gruppa A       | 2              | 1938             | 1941            | 2      |
| 2º      | Gruppa B       | 5              | 1936 (primavera) | 1940            | 20     |
| 2º      | Vtoraja Gruppa | 9              | 1945             | 1949            | 20     |
| 2º      | Klass B        | 6              | 1957             | 1962            | 20     |
| 3º      | Klass B        | 4              | 1963             | 1966            | 4      |

## Palmarès

### Competizioni nazionali
- Pervaja Liga sovietica: 1

1937
- Vtoraja Liga sovietica: 1

1965 (Girone 1 russo)

### Altri piazzamenti
- Pervaja Liga:

Secondo posto: 1940